# 1988년 하계 올림픽 육상
제24회 하계 올림픽 육상 경기는 1988년 9월 23일부터 10월 2일까지 대한민국 서울 올림픽 주경기장
에서 42개 세부 종목으로 진행되었다. 149개국에서 1617명의 선수가 참가하였다.